# Slaget vid Honkaniemi
Slaget vid Honkaniemi utkämpades mellan finska och sovjetiska trupper under vinterkriget. Sammandrabbningarna ägde rum mellan den 26 februari 1940. De sovjetiska styrkorna segrade. 